# Genzyme
Компанія Genzyme (зараз компанія називається Sanofi Genzyme) — американська біотехнологічна компанія, що була куплена у 2011 році французькою фармацевтичною корпорацією Sanofi-Aventis, і наразі є дочірною структурою компанії Sanofi. Компанія базується в Кембриджі, штат Массачусетс. Вона була третьою за величиною в світі біотехнологічною компанією, в якій працювали понад 11 000 людей по всьому світу. Genzyme була визнана лідером у багатьох сферах. У 2007 році компанія отримала Національну медаль технологій та інновацій, найвищу нагороду США, яку вручає президент країни за видатні досягнення у згаданій сфері. Журнал «Science» у своїх щорічних оглядах наукових установ неодноразово називав Genzyme «Найкращим роботодавцем», а журнал «Fortune» помістив компанію серед сотні найкращих компаній США. Товари і послуги Genzyme стосуються рідкісних спадкових захворювань, ниркових хвороб, ортопедичних та імунних порушень, захворювань, пов'язаних з раком і трансплантацією, а також діагностичних аналізів.

## Історія
Компанія була заснована у 1981 році у м. Бостон невеликою групою науковців, які досліджували випадки спадкової ферментної недостатності. У людей з даним недоліком розвивались такі хвороби як хвороба Гоше та хвороба Фабрі .
У 1983 році науковці ледве зводили кінці з кінцями на 15 поверсі старої будівлі у неблагополучному районі Бостону «The Combat Zone 1». Спадкові хвороби пов'язані з ферментною недостатністю є рідкісними, тому ліки від них не є такими необхідними, як, наприклад, таблетки від головного болю. Тому вчені були у скрутному становищі і не мали достатньо коштів для своїх досліджень.
У той же час до них приєднався Генрі Термеер, який став виконавчим директором компанії. Він залишив добре оплачувану посаду виконавчого віце-президента у Baxter 2(відома медична компанія США, що входить у світовий рейтинг Fortune 500), щоб приєднатись до стартапу, і багато людей вважали його божевільним. Але Термеер гадав, що у Genzyme є всі можливості випробувати нову стратегію у фармацевтиці: зосередитись на нішовому ринку рідкісних захворювань. «Ми хотіли створити диверсифіковану компанію, яка буде використовувати інновації, щоб допомогти людям з серйозними захворюваннями, і отримувати прибуток, щоб провадити подальші розробки ліків», казав Термеер.
Час зіграв свою ключову роль у розвитку компанії Genzyme, адже в тому ж 1983 році Управління контролю за харчовими продуктами і ліками (США) випустило закон про медикаменти для рідкісних захворювань, щоб стимулювати їхню розробку. Закон передбачав значні податкові пільги для витрат на дослідження і 7 років виняткового положення на ринку для компанії, яка випускає такі медикаменти. Виняткове положення на ринку означає значно більший рівень захисту від конкуренції.

### Перший продукт
Першим комерційним продуктом Genzyme був "Ceredase" — замінник протеїну, створений, щоб лікувати людей з смертельною хворобою Гоше. Діти, що народжуються з таким порушенням, рідко доживають до 10 років, а дорослі — страждають від хронічного ураження нирок, печінки, серця та селезінки.
У 1984 році провели перші клінічні випробовування препарату. У березні 1985 року препарат «Ceredase» був визнаний як ліки від рідкісної хвороби Гоше. Genzyme дозволили продавати «Ceredase» за межами США у 1990 році, а у 1991 році був виданий сертифікат від Управління контролю за харчовими продуктами і ліками, який дозволив вивести препарат на ринок США.
Однак, для виготовлення даного препарату виникла необхідність в отриманні та використанні білка з тканин людини і найбільш продуктивним джерелом такого білку є людська плацента. Для цього в рік на виробництво препарату йшло близько 22 тис. плацент, і це все тільки для одного пацієнта! Для цього Genzyme побудувала завод у Франції, який збирав непотрібні плаценти (їх і так спалювали) і видобував з них білок.
До 1991 року Genzyme переробляла на рік мільйон плацент, проте і цього виявилось недостатньо для забезпечення усіх хворих препаратами. У 1993 році Genzyme розробила штучний білок церезин, завдяки чому перестала існувати необхідність у використанні людських тканин, як наслідок — ефективніше виробництво препаратів. Також Genzyme працювала над генною терапією і почала шукати засіб для іншого рідкісного ферментного порушення — хвороби Фарбі.

### Гра не за правилами
Разом з тим Genzyme порушила правила галузі, відмовившись співпрацювати з великими фармацевтичними компаніями. Більшість біотехнологічних фірм продають ліцензії на свої препарати великим фармацевтичним компаніям, щоб отримати доступ до потужних ресурсів, виробничих можливостей, маркетингових та дистриб'юторських активів великих корпорації. Однак Темеер був переконаний, що компанія повинна залишатись незалежною, стверджуючи: «Якщо ми працюватимемо з дуже великою корпорацією, ми втратимо своє стратегічне спрямування і будемо зв'язані… ми намагались залишитись настільки самодостатніми, наскільки це було можливо».
Проведення самостійних випробувань, виробництва і продажів означає вищі ризики для компанії, але також це означає, що компанія зберігає за собою увесь зароблений прибуток. Щоб отримати дохід, який можна витратити на дослідження, Термеер започаткував низку додаткових підприємств, включаючи виробництво хімічних реактивів, генетичні консультації, діагностику.
У 1986 році він вивів компанію на фондовий ринок, залучивши 27 млн доларів. І у компанії все вийшло, адже пацієнти, які приймали церезим, в рік платили близько 170 тис. дол. і в силу своєї хвороби, повинні були приймати даний препарат до кінця життя. Дохід компанії лише від церезиму становив більше 800 млн дол. в рік.

### Конкуренція
Genzyme відрізнялась від усіх компаній тим, що свій перший прибуток отримала дуже рано — 20 млн дол. у 1991 році, у 1992—1993 роках зазнала збитків, у 1994 році отримала прибуток у 16 млн дол., при цьому не залежачи від решти компаній, як і хотів Генрі. Навіть враховуючи переваги Закону про медикаменти для рідкісних захворювань, більшість аналітиків вважало, що ніякий інший розробник не наважиться піти шляхом Genzyme. Хоча і Amgen і Genetech виробляли ліки від рідкісних захворювань, але це не було їхнім головним інтересом.

### Кінець незалежності
16 лютого 2011 року в повідомленні від Sanofi йшлось про те, що вона придбала Genzyme за 20,1 млрд дол. Компанії вирішили, що угода принесе користь обидвом учасникам: для Sanofi це доступ до технологій виготовлення біологічних препаратів і додатковий вихід на ринок США, для Genzyme — це великі виробничі і маркетингові ресурси.

## Препарати
Нижче наведені деякі препарати, які виробляє компанія.
| Препарат                     | Клініко-фармакологічна група                                          |
| ---------------------------- | --------------------------------------------------------------------- |
| Альдуразим (Aldurazyme)      | Препарат для лікування спадкової ферментативної недостатності         |
| Евольтра (Evoltra)           | Протипухлинний препарат                                               |
| Церезим (Cerezyme)           | Ферментний препарат                                                   |
| Тимоглобулін (Thymoglobulin) | Антитимоцитарний імуноглобулін                                        |
| Капрелса (Caprelsa)          | Протипухлинний препарат, інгібітор протеїнтирозинкіназ                |
| Лемтрада (Lemtrada)          | Препарат, який застосовується при розсіяному склерозі; імуномодулятор |